# Wedlitz
Wedlitz este o comună din landul Saxonia-Anhalt, Germania.